# 庞加莱环形山
庞加莱环形山（Poincaré）是位于月球背面南半部一座庞大的古撞击坑，由于尺寸巨大，有时也非正式的称作庞加莱撞击盆地，它约形成于45.5-39.2亿年前的前酒海纪，其名称取自法国数学家、工程师、数学家、物理学家暨天文学家亨利·庞加莱（1854年-1912年），1970年被国际天文学联合会批准接受。

## 描述

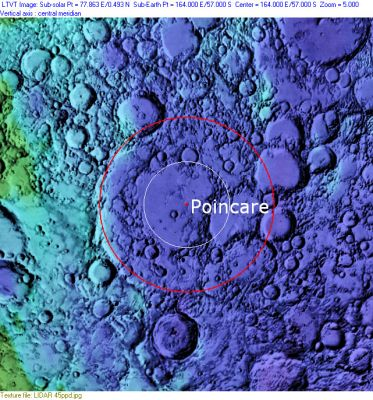
克莱门汀号激光测高仪绘制的地图，白圈显示了内层坑壁的位置，红圈为外层坑壁的范围。

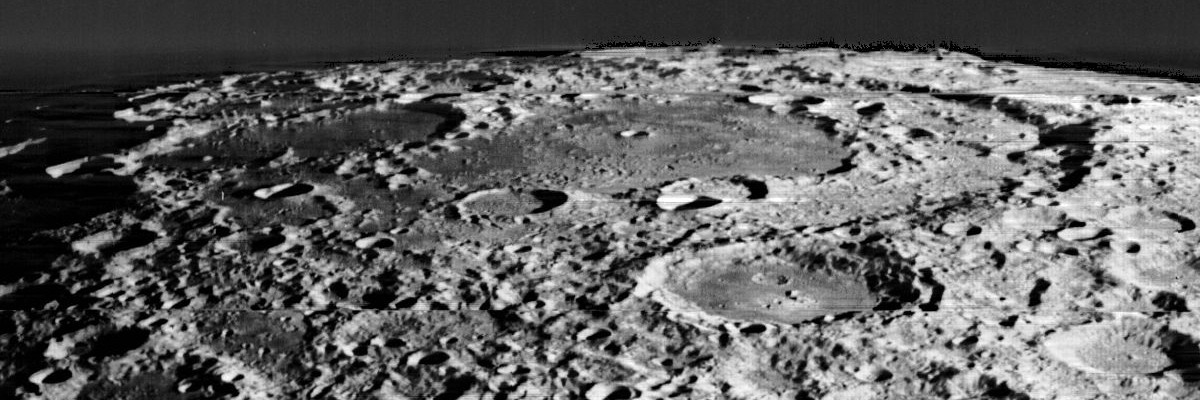
月球轨道器2号拍摄的南向斜视图

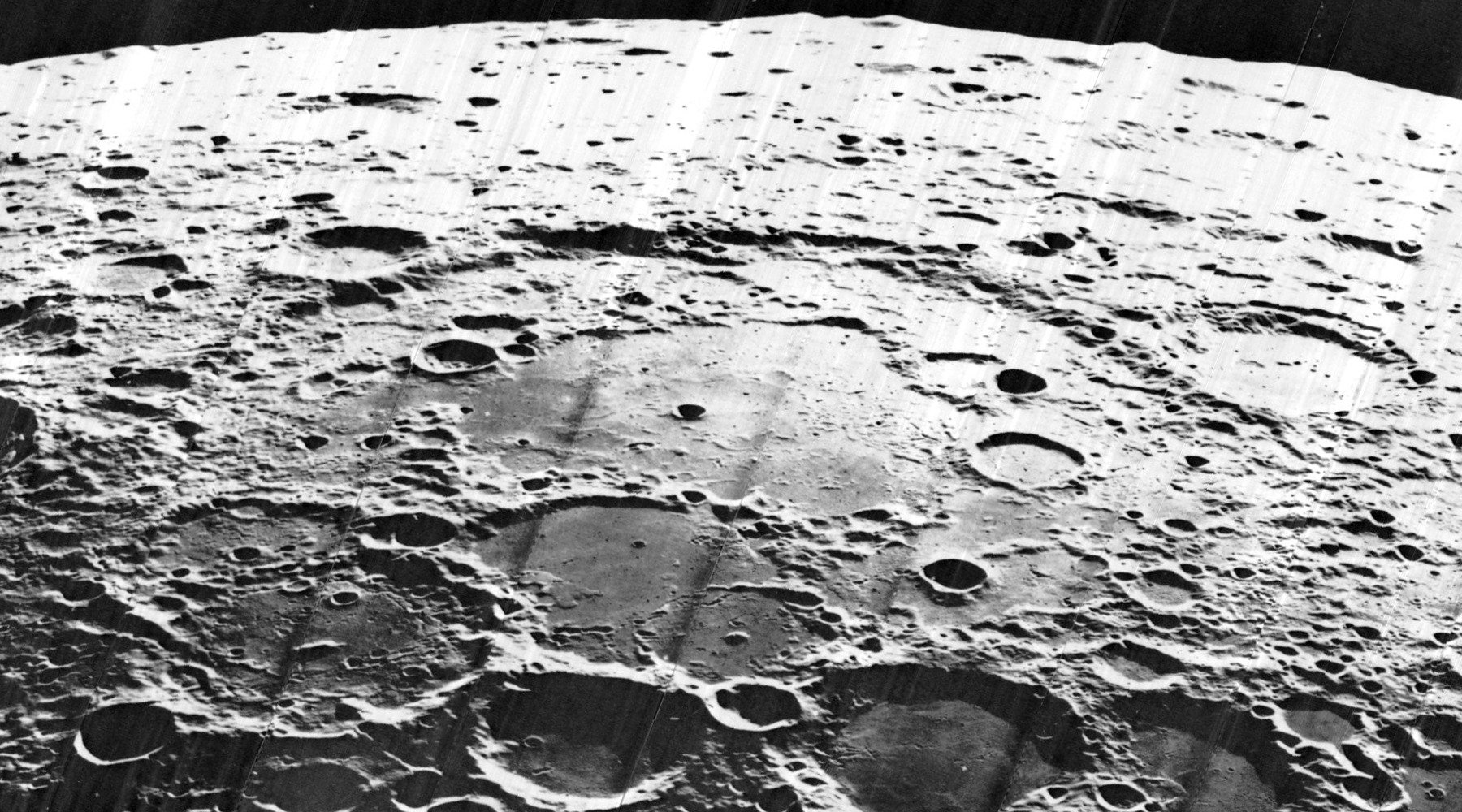
月球轨道器5号拍摄的西向斜视图

该陨坑西侧毗邻大小类似的普朗克环形山和较小的普朗特环形山、它的西北、西南、东北及东侧壁分别与霍普曼环形山、卡耶环形山、赫斯环形山及阿贝环形山相接壤，而南、北二面则分别坐落了莱曼环形山和卡约里环形山。该陨坑中心月面坐标为56°52′S 163°59′E / 56.86°S 163.99°E，直径345.99公里，深度约3.24公里。
庞加莱环形山大部分原始结构均已被后续的撞击坑严重损毁，其边缘与周边背景地形难以区别。该陨坑实际拥有双层坑壁，其内层壁直径大约为160公里（见左侧插图说明）。这二层坑壁均已磨损、侵蚀，其中东侧部分几乎完全损毁，沿外层壁覆盖了一串大撞击坑组成的链坑，而西侧内、外层坑壁轮廓清晰可辨。庞加莱环形山残壁最大高出周边地形2430米，坑内大部分地区都覆盖着低反照率的幽暗玄武岩熔岩。
庞加莱环形山坑底月壳厚度不足5公里，周边分布有丰富的不常见的橄榄石露头，可能是裸露于月表地幔岩。

## 卫星陨石坑
按惯例，最靠近庞加莱环形山的卫星坑将在月图上以字母标注在它的中心点旁边。
| 庞加莱 | 纬度    | 经度     | 直径    |
| ------ | ------- | -------- | ------- |
| C      | 54.4° S | 169.0° E | 20 公里 |
| E      | 56.6° S | 171.1° E | 60 公里 |
| F      | 57.9° S | 168.6° E | 95 公里 |
| J      | 59.4° S | 168.7° E | 20 公里 |
| Q      | 59.3° S | 160.9° E | 26 公里 |
| R      | 60.2° S | 155.0° E | 52 公里 |
| X      | 53.8° S | 161.9° E | 19 公里 |
| Z      | 53.7° S | 164.9° E | 35 公里 |

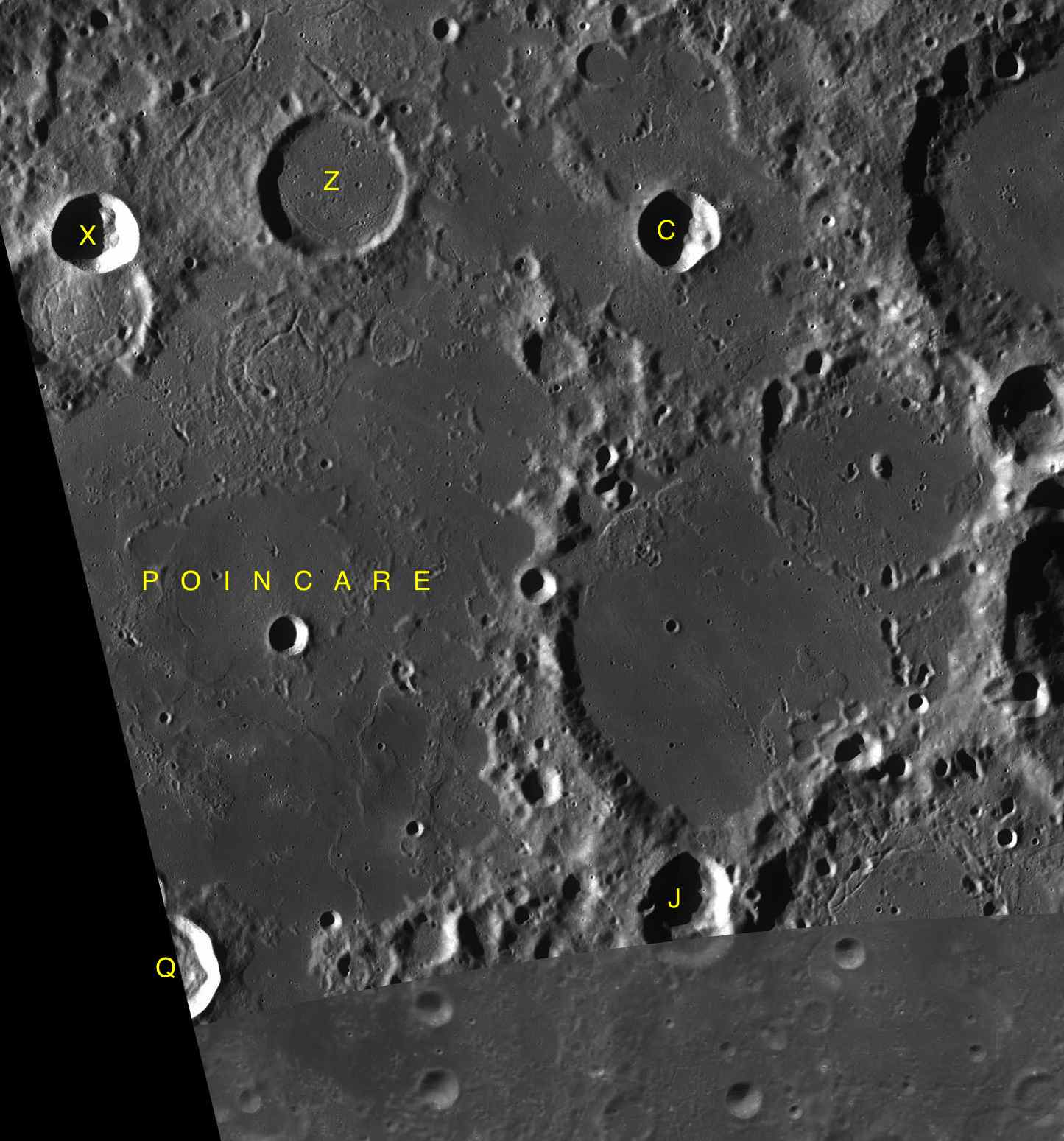
LAC-132 区域图

- 卫星坑庞加莱 R在1997年被国际天文学联合会更名为卡耶环形山
- 卫星坑庞加莱 Z约形成于酒海纪[1]。

## 另请参阅
- Wood, Chuck. . Lunar Photo of the Day. November 21, 2006  [2006-11-28]. （原始内容存档于2007年9月27日）.

- Andersson, L. E.; Whitaker, E. A. . NASA RP-1097. 1982.
- Blue, Jennifer. . USGS. July 25, 2007  [2007-08-05]. （原始内容存档于2012-04-08）.
- Bussey, B.; Spudis, P. . New York: Cambridge University Press. 2004. ISBN 978-0-521-81528-4.
- Cocks, Elijah E.; Cocks, Josiah C. . Tudor Publishers. 1995. ISBN 978-0-936389-27-1.
- McDowell, Jonathan. . Jonathan's Space Report. July 15, 2007  [2007-10-24]. （原始内容存档于2012-05-26）.
- Menzel, D. H.; Minnaert, M.; Levin, B.; Dollfus, A.; Bell, B. . Space Science Reviews. 1971, 12 (2): 136–186. Bibcode:1971SSRv...12..136M. doi:10.1007/BF00171763.
- Moore, Patrick. . Sterling Publishing Co. 2001. ISBN 978-0-304-35469-6.
- Price, Fred W. . Cambridge University Press. 1988. ISBN 978-0-521-33500-3.
- Rükl, Antonín. . Kalmbach Books. 1990. ISBN 978-0-913135-17-4.
- Webb, Rev. T. W.  6th revised. Dover. 1962. ISBN 978-0-486-20917-3.
- Whitaker, Ewen A. . Cambridge University Press. 1999. ISBN 978-0-521-62248-6.
- Wlasuk, Peter T. . Springer. 2000. ISBN 978-1-85233-193-1.